# Old Skool with Terry & Gita
Old Skool with Terry & Gita ("Vieja Escuela con Terry y Gita") es un reality show emitido por VH1 en Estados Unidos y por Star! en Canadá.
Es estelarizado por Terry Moore y Gita Hall.
En América Latina, el show se comenzó a emitir todos los lunes a las 10:00 p. m. por VH1 Latinoamérica, a partir del 8 de septiembre de 2008, reemplazando al programa Classic Songs.

## Premisa
Las septuagenarias Terry Moore y Gita Hall golpean las calles para descubrir que es lo que está "en onda" entre la juventud de hoy.
En la sinopsis de la primera temporada se dieron a conocer algunas escenas de futuros episodios, llenos de momentos que incluyen una aventura al mundo del cine porno, un desfile por el orgullo gay, un adentramiento a la vida cotidiana musulmana, el ambiente del hip hop gánster, entre otros.